# Il burbero di buon cuore
Il burbero di buon cuore è un dramma giocoso in due atti del compositore Vicente Martín y Soler su libretto di Lorenzo da Ponte. Il testo si basa su una delle più conosciute commedie di Carlo Goldoni, Le bourru bienfaisant.
L'opera fu rappresentata trionfalmente per la prima volta il 4 gennaio 1786 al Burgtheater di Vienna.
Il libretto prodotto dal Da Ponte è ingegnoso e presenta alcune parti di alto livello qualitativo, come quella in cui Ferramondo canta la partita a scacchi che pensa di vincere facilmente contro Dorval oppure quando Valerio si fa passare come un finto commerciante alla moda.
La partitura di Martín y Soler presenta una musica piena di grazia, agilità e dinamica, gradevole e ben trattata e contiene melodie suggestive.